# Discografia di Iggy Azalea
Questa pagina contiene la discografia della rapper australiana Iggy Azalea.

## Album in studio
| Anno | Dettagli album | Posizione massima raggiunta | Posizione massima raggiunta | Posizione massima raggiunta | Posizione massima raggiunta | Posizione massima raggiunta | Posizione massima raggiunta | Posizione massima raggiunta | Posizione massima raggiunta | Certificazioni                                       |
| Anno | Dettagli album | AUS                         | CAN                         | IRE                         | NLD                         | NZ                          | SWE                         | UK                          | US                          | Certificazioni                                       |
| ---- | --- | --------------------------- | --------------------------- | --------------------------- | --------------------------- | --------------------------- | --------------------------- | --------------------------- | --------------------------- | ---------------------------------------------------- |
| 2014 | The New Classic - Pubblicato: 21 aprile 2014 - Etichetta: Virgin EMI, Def Jam - Formati: CD, download digitale                       | 2                           | 2                           | 13                          | 58                          | 3                           | 12                          | 5                           | 3                           | - ARIA: Oro - BPI: Argento - MC: Oro - RIAA: Platino |
| 2019 | In My Defense - Pubblicato: 19 luglio 2019 - Etichetta: Bad Dreams, Empire - Formati: CD, LP, download digitale, streaming, cassette | 52                          | —                           | —                           | —                           | —                           | —                           | —                           | 50                          |                                                      |
| 2021 | The End of an Era - Pubblicato: 13 agosto 2021 - Etichetta: Bad Dreams, Empire - Formati: CD, LP, download digitale, streaming       | —                           | —                           | —                           | —                           | —                           | —                           | —                           | —                           |                                                      |

## Reissue
| Anno | Dettagli album                                                                                                | Posizione massima raggiunta | Posizione massima raggiunta | Posizione massima raggiunta |
| Anno | Dettagli album                                                                                                | AUS                         | UK                          | US                          |
| ---- | --- | --------------------------- | --------------------------- | --------------------------- |
| 2014 | Reclassified - Pubblicato: 21 novembre 2014 - Etichetta: Virgin EMI, Def Jam - Formati: CD, download digitale | 32                          | 38                          | 16                          |

## Extended play
- 2012 – Glory
- 2013 – Change Your Life
- 2013 – iTunes Festival: London 2013
- 2018 – Survive the Summer
- 2019 – Wicked Lips

## Mixtape
- 2011 – Ignorant Art
- 2012 – TrapGold

## Singoli

### Come artista principale
- 2013 – Work
- 2013 – Bounce
- 2013 – Change Your Life (feat. T.I.)
- 2014 – Fancy (feat. Charli XCX)
- 2014 – Black Widow (feat. Rita Ora)
- 2014 – Beg for It (feat. MØ)
- 2015 – Trouble (feat. Jennifer Hudson)
- 2016 – Team
- 2017 – Mo Bounce
- 2017 – Switch (feat. Anitta)
- 2018 – Savior (feat. Quavo)
- 2018 – Kream
- 2019 – Sally Walker
- 2019 – Started
- 2019 – Fuck It Up
- 2019 – Lola (con Alice Chater)
- 2020 – Dance like Nobody's Watching (con Tinashe)
- 2021 – Sip It (feat. Tyga)
- 2021 – Iam the Stripclub

### Come artista ospite
- 2012 – Beat Down (Steve Aoki & Angger Dimas feat. Iggy Azalea)
- 2014 – Problem (Ariana Grande feat. Iggy Azalea)
- 2014 – No Mediocre (T.I. feat. Iggy Azalea)
- 2014 – Booty (Jennifer Lopez feat. Iggy Azalea)
- 2015 – Pretty Girls (Britney Spears feat. Iggy Azalea)